# موزه اخوان ثالث
موزهٔ اخوان ثالث یا خانه موزه اخوان ثالث منزل مهدی اخوان ثالث بوده که مربوط به دوره پهلوی است در منطقه ۶ تهران خیابان فاطمی، خیابان ششم، کوچه خجسته، پلاک ۲۹ واقع شده‌است. مهدی اخوان ثالث از شهریور سال ۱۳۵۷ تا روز مرگش در سال ۱۳۶۹ در این خانه ساکن بوده‌است. و این اثر در تاریخ ۱ مهر ۱۳۸۲ با شمارهٔ ثبت ۱۰۴۰۴ به‌عنوان یکی از آثار ملی ایران به ثبت رسیده‌است.

## ثبت آثار ملی
منزل مهدی اخوان ثالث یکم مهرماه ۱۳۸۲ با شماره ۱۰۴۰۴ به عنوان یکی از آثار ملی ایران به ثبت رسیده‌است و از سال ۱۳۸۵ در اختیار و مالکیت شهرداری تهران قرار گرفته‌است.

## تاریخچه
این خانه پس از مرگ شاعر دست‌خوش اتفاقات زیادی شده‌است. در سال ۱۳۸۲ به دلیل اینکه خانه یکی از شاعران مشهور ایران بود به ثبت ملی رسید اما چند سال بعد شهرداری آن را خریداری و به بخش گردشگری شهرداری تهران واگذار کرد. تا مدت‌ها این خانه یکی از دفاتر اداری شهرداری تهران بود که بر اثر کهولت بنا دچار فرسودگی زیادی شد.
ساخت و ساز ساختمان‌های مجاور باعث شدند تا بخشی از سقف خانه در خطر ریزش قرار گیرد. با پیگیری خانواده، علاقمندان و فعالان میراث فرهنگی، شهرداری تهران در سال ۱۳۹۷ خانه را مرمت و بازسازی کرد و در سال ۱۳۹۹ به عنوان خانه موزه اخوان ثالث درهای آن را برای عموم مردم و علاقمندان به شعر باز کرد.

## در مورد خود شاعر
مهدی اخوان ثالث متولد ۱۰ اسفند ۱۳۰۷، شاعر، ادیب و موسیقی‌پژوه ایرانی است که با تخلص م. امید شعر می‌سرود. وی از شاعران سبک نیمایی و استاد در زمینه شعر کلاسیک ایرانی بود. محتوای آثارش زمینه‌های اجتماعی و سیاسی دارند که با لحنی حماسی و سنگینی و استواری شعر خراسانی ادغام شده‌اند.

## مشخصات بنا
بنا دارای همکف و یک طبقه بالای آن است و هر دو دارای نقشه‌ای یکسان هستند و شامل نشیمن، پذیرایی رو به جنوب، اتاق شمالی و راهرو هستند که در ضلع شرقی واقع شده‌است و در انتها با پلکانی دسترسی به طبقه اول را فراهم می‌کند.